# Brittney Powell
Pour les articles homonymes, voir Brittney et Powell.
Brittney Powell, née le 4 mars 1972 à Wurtzbourg, alors en Allemagne de l'Ouest, est une actrice allemande.
Elle a posé pour Playboy sous le nom de Brittney Rache.

## Biographie

### Vie privée
Elle a été en couple avec l'acteur américain Verne Troyer, interprète de Mini-Moi dans la série de films Austin Powers, jusqu'à la mort de ce dernier en 2018,.

## Filmographie

### Cinéma
- 1992 : Round Trip to Heaven d'Alan Roberts : contestataire
- 1993 : To Be the Best de Joseph Merhi (vidéo) : Cheryl
- 1993 : Airborne de Rob S. Bowman : Nikki
- 1994 : Bébé, né pour tuer (en) (The Unborn II) de Rick Jacobson (en) : Sally Anne Philips
- 1994 : Le Château du petit dragon (Dragonworld) de Ted Nicolaou (en) : Beth Armstrong
- 1996 : Liens d'acier (Fled) de Kevin Hooks : Cindy Henderson
- 1996 : That Thing You Do! de Tom Hanks : Shades Fan
- 2007 : Misty & Sara de Jason Marsden : Sara Parsons
- 2009 : Midgets vs. Mascots (en) de Ron Carlson : Bonnie
- 2010 : Stacy's Mom de Patrick Sayre : mère de Stacy
- 2012 : Devils Inside de Thomas Whelan : Elizabeth
- 2012 : The Polterguys de Thomas Whelan : petite amie du Dr Cox

### Télévision
- 1995 : Friends, saison 2, épisode 5 - Celui qui se faisait passer pour Bob (The One With Five Steaks and An Eggplant)  : Jade

### Téléfilms
- 1994 : Mortel Rendez-vous (A Friend to Die For) de William A. Graham : première danseuse
- 1997 : L.A. Johns de Joyce Chopra : Liz Shelby

### Séries télévisées
- 1992 : 2000, avenue de l'océan : (Saison 1 - Épisode 1)
- 1992 : Harry et les Henderson (Harry and the Hendersons)) : (Saison 3 - Épisode 5)
- 1992 : Génération musique (California Dreams) : Randi Jo (Saison 1 - Épisodes 1, 4 et 11)
- 1993 : Eden : amante de Josh
- 1993 : Sauvés par le gong : Les Années lycée (Saved by the Bell: The College Years) : Jennifer Williams (Saison 1 - Épisode 7)
- 1994 : l'As de la crime (The Commish) : Christine (Saison 3 - Épisode 18)
- 1994 : Sauvés par le gong : La Nouvelle Classe (Saved by the Bell: The New Class) : Karen Jensen (Saison 2 - Épisode 6)
- 1994-1995 : Code Lisa (Weird Science) : Paula Sparks / Roxanne (Saison 2 - Épisodes 2 et 6, saison 3 - Épisode 11)
- 1995 : Marker : Tricia Madsen (Saison 1 - Épisode 7)
- 1995 : High Sierra Search and Rescue : Kaja Wilson (Saison 1 - Épisodes 1 à 6)
- 1995 : The Jeff Foxworthy Show (en) : Sherry (Saison 1 - Épisode 2)
- 1995 : Les Dessous de Palm Beach (Silk Stalkings) : Maddie Paston (Saison 5 - Épisode 3)
- 1995 : Friends : Jade (Saison 2 - Épisode 5)
- 1995 : Surfers détectives (High Tide) : Elaine Mathis (Saison 2 - Épisode 5)
- 1995 : Campus Cops (en) : Jenny (Saison 1 - Épisode 4)
- 1996 : Le Rebelle (Renegade) : Brittney (Saison 4 - Épisode 18)
- 1996 : Le Client (en) (The Client) : Alana (Saison 1 - Épisode 20)
- 1996-1997 : Les Aventures Fantastiques de Tarzan (Tarzan: The Epic Adventures) : Emma (Saison 1 - Épisodes 5 et 16)
- 1997 : Dark Skies : L'Impossible Vérité (Dark Skies) : Geena (Saison 1 - Épisode 10)
- 1997 : Incorrigible Cory (Boy Meets World) : Kelly (Saison 4 - Épisode 18)
- 1997 : Port Charles :
- 1997 : Brentwood (Pacific Palisades) : Beth Hooper (Saison 1 - Épisodes 1 à 13)
- 1997 : The Sentinel : Monique St. James (Saison 3 - Épisode 8)
- 1999 : Beverly Hills 90210 : Robyn (Saison 10 - Épisodes 4 et 5)
- 1999-2000 : Pensacola (Pensacola: Wings of Gold série télévisée) : Janine Kelly (Saison 3 - Épisodes 2 et 16)
- 2000 : Le Flic de Shanghaï (Martial Law) : Lieutenant P.J. Garrett (Saison 2 - Épisode 16)
- 2000 : Xena, la guerrière (Xena: Warrior Princess) : Brunnhilda (Saison 6 - Épisodes 7 à 9)
- 2000-2001 : Titans : Maureen Keller (Saison 1 - Épisodes 9, 10, 12 et 13)
- 2000-2001 : La Loi du fugitif (18 Wheels of Justice) : Madison Steele / Denise Sanders (Saison 1 - Épisode 9 et Saison 2 - Épisode 15)
- 2002 : Bram and Alice (en) : Kristen Chase (Saison 1 - Épisode 5)
- 2002-2003 : Hôpital central (General Hospital) : Summer Holloway (78 épisodes)
- 2004 : Girlfriends : Natalie Kyle (Saison 4 - Épisodes 21 et 24)
- 2004-2005 : Phil du futur (Phil of the Future) : Kelly adulte / Kelly 2030 (Saison 1 - Épisode 16 et saison 2 - Épisode 3)
- 2005 : NCIS : Enquêtes spéciales (NCIS: Naval Criminal Investigative Service) : Jamie Carr (Saison 3 - Épisode 6)
- 2006 : Du côté de chez Fran (Living with Fran) : Stacy Maxwell (Saison 2 - Épisode 8)
- 2008 : Mon oncle Charlie (Two and a Half Men) : Clair (Saison 6 - Épisode 7)
- 2009 : Safety Geeks: SVI (en) : Dr Randi Minki (Saison 1 - Épisodes 1 à 11)
- 2010 : The Adventures of Señor Toro : Hottie on the Strip (Saison 1 - Épisode 7)
- 2011 : Douchebags TV : Jessica (L'épisode pilote)
- 2011 : Invention with Brian Forbes : Lady Beatrice Poon Bo-Hey No (Saison 2 - Épisodes 3 et 7)
- 2011 : Solo : The Series : Six (Saison 1 - Épisode 4)